# Enjoy Yourself (album de Kylie Minogue)
Enjoy Yourself este al doilea album al cântăreței australiene Kylie Minogue. A fost lansat pe 9 octombrie 1989, primind recenzii pozitive. All Music Guide a numit albumul „un bun companion pentru debut”, însă Rolling Stone i-a dat numai o stea din cinci, numindu-l „inept”.
Albumul a ajuns pe primul loc în Marea Britanie, producând 2 hituri #1. În ianuarie 1990, albumul a fost certificat cu patru platine în Marea Britanie, vânzându-se în peste 1 milion de copii în primele zece săptămâni.

## Track listing
Toate piesele au fost scrise și produse de Mike Stock, Matt Aitken și Pete Waterman cu excepția "Tears on My Pillow", care a fost scrisă de Sylvester Bradford și Al Lewis. Credits adapted from the liner notes of Enjoy Yourself.
| Nr.             | Titlu                          | Lungime |  |
| 1.              | „Hand on Your Heart”           | 3:51    |  |
| 2.              | „Wouldn't Change a Thing”      | 3:14    |  |
| 3.              | „Never Too Late”               | 3:22    |  |
| 4.              | „Nothing to Lose”              | 3:21    |  |
| 5.              | „Tell Tale Signs”              | 2:26    |  |
| 6.              | „My Secret Heart”              | 2:41    |  |
| 7.              | „I'm Over Dreaming (Over You)” | 3:23    |  |
| 8.              | „Tears on My Pillow”           | 2:30    |  |
| 9.              | „Heaven and Earth”             | 3:44    |  |
| 10.             | „Enjoy Yourself”               | 3:45    |  |
| Lungime totală: | Lungime totală:                | 32:56   |  |

| North American version |                                                |         |  |
| Nr.                    | Titlu                                          | Lungime |  |
| 1.                     | „Hand on Your Heart”                           | 3:51    |  |
| 2.                     | „Wouldn't Change a Thing”                      | 3:14    |  |
| 3.                     | „Never Too Late”                               | 3:22    |  |
| 4.                     | „Nothing to Lose”                              | 3:21    |  |
| 5.                     | „Tell Tale Signs”                              | 2:26    |  |
| 6.                     | „Especially for You” (duet with Jason Donovan) | 3:59    |  |
| 7.                     | „My Secret Heart”                              | 2:41    |  |
| 8.                     | „I'm Over Dreaming (Over You)”                 | 3:23    |  |
| 9.                     | „Tears on My Pillow”                           | 2:30    |  |
| 10.                    | „Heaven and Earth”                             | 3:44    |  |
| 11.                    | „Enjoy Yourself”                               | 3:45    |  |
| Lungime totală:        | Lungime totală:                                | 36:57   |  |

| 2012 Japanese reissue bonus tracks |                                            |         |  |
| Nr.                                | Titlu                                      | Lungime |  |
| 11.                                | „Just Wanna Love You”                      | 3:32    |  |
| 12.                                | „We Know the Meaning of Love”              | 3:31    |  |
| 13.                                | „Hand on Your Heart” (The Great Aorta Mix) | 6:26    |  |
| 14.                                | „Wouldn't Change a Thing” (Your Thang Mix) | 7:15    |  |
| 15.                                | „Never Too Late” (Extended)                | 6:10    |  |
| 16.                                | „I'm Over Dreaming (Over You)” (Extended)  | 4:56    |  |
| 17.                                | „Tears on My Pillow” (12" version)         | 4:20    |  |

| PWL 2015 Special Edition (Disc 1) |                                            |         |  |
| Nr.                               | Titlu                                      | Lungime |  |
| 11.                               | „Especially for You”                       | 4:00    |  |
| 12.                               | „All I Wanna Do”                           | 3:38    |  |
| 13.                               | „Just Wanna Love You”                      | 3:32    |  |
| 14.                               | „We Know the Meaning of Love”              | 3:31    |  |
| 15.                               | „Hand on Your Heart” (The Great Aorta Mix) | 6:26    |  |
| 16.                               | „Wouldn't Change a Thing” (Your Thang Mix) | 7:15    |  |
| 17.                               | „Never Too Late” (Extended Version)        | 6:10    |  |
| 18.                               | „Tears on My Pillow” (Extended Version)    | 4:05    |  |
| 19.                               | „Especially for You” (Extended Version)    | 5:01    |  |

| PWL 2015 Deluxe Edition (Disc 2) |                                                      |         |  |
| Nr.                              | Titlu                                                | Lungime |  |
| 1.                               | „Hand on Your Heart” (The Heartache Mix)             | 5:22    |  |
| 2.                               | „Wouldn't Change a Thing” (The Espagna Mix)          | 5:47    |  |
| 3.                               | „I'm Over Dreaming (Over You)” (Extended Remix)      | 4:56    |  |
| 4.                               | „We Know the Meaning of Love” (Extended Version)     | 5:51    |  |
| 5.                               | „Tears on My Pillow” (12" Remix)                     | 4:20    |  |
| 6.                               | „Especially for You” (Original 12" Mix)              | 5:00    |  |
| 7.                               | „All I Wanna Do Is Make You Mine” (Extended Version) | 6:01    |  |
| 8.                               | „Hand on Your Heart” (Smokin' Remix)                 | 5:33    |  |
| 9.                               | „Wouldn't Change a Thing” (Yoyo's 12" Mix)           | 6:38    |  |
| 10.                              | „Especially for You” (Original 7" Mix)               | 3:31    |  |
| 11.                              | „Hand on Your Heart” (Video Mix)                     | 3:45    |  |
| 12.                              | „Wouldn't Change a Thing” (The Espagna Mix Edit)     | 4:17    |  |
| 13.                              | „Never Too Late” (Oz Tour Mix)                       | 5:06    |  |
| 14.                              | „I'm Over Dreaming (Over You)” (7" Remix)            | 3:23    |  |
| 15.                              | „Hand on Your Heart” (Dub)                           | 5:32    |  |